# Belek
Belek ist ein fast ausschließlich vom Tourismus lebender türkischer Ort im Landkreis Serik etwa 30 km östlich von Antalya, der zur Region der Türkischen Riviera gehört.

## Infrastruktur

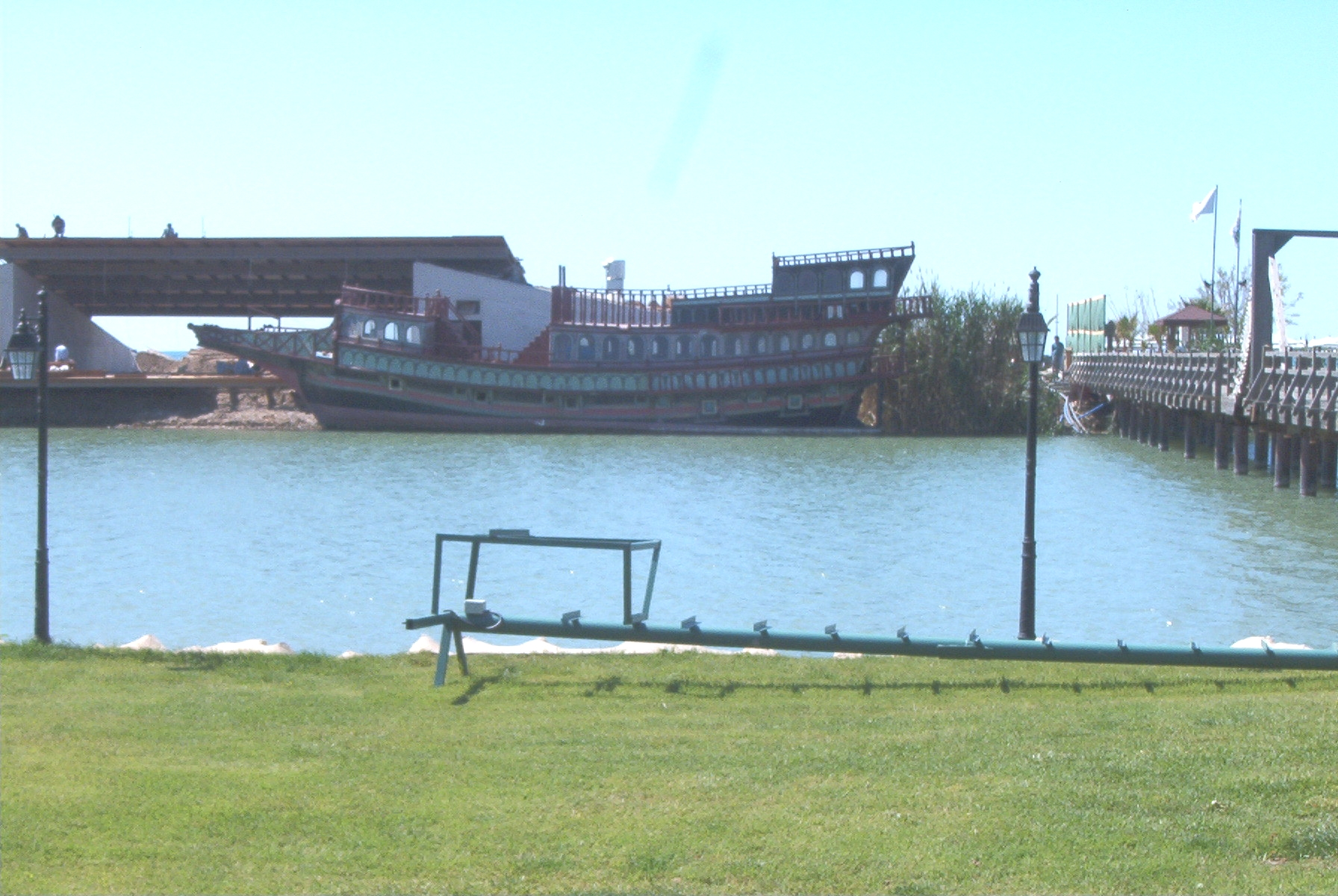
Schiffsnachbau am Strand von Belek

Der Ort selbst lag inmitten von Pinienwäldern, die aber für Hotelneubauten und Golfplätze gerodet wurden. Zahlreiche Hotels, überwiegend mit All-inclusive-Angebot, liegen am etwa einen Kilometer entfernten Kies- und Sandstrand. Die Hotelkette erstreckt sich entlang der Küste auf einer Strecke von etwa drei Kilometern. Zwischen ihr und dem Ortskern wurden zahlreiche Golfplätze gebaut. Im ursprünglichen Zentrum gibt es einige Geschäfte. Belek ist neben Kemer und Side einer der meistbesuchten Orte der Türkischen Riviera.
Im Winter sind viele Hotels geschlossen und werden renoviert. Jährlich werden in der Region neue Hotels gebaut, überwiegend solche der gehobeneren Kategorien. Belek ist in dieser Jahreszeit ein beliebtes Ziel renommierter Fußballvereine für Trainingslager. 2015 wurde die Gloria Sports Arena fertiggestellt.
Belek ist auch als Ort internationaler politischer Zusammenkünfte bekannt geworden: Am 14. Mai 2015 fand dort ein Treffen der Außenminister der NATO statt, und am 15. und 16. November 2015 der G20-Gipfel, wobei ein großes Areal der Küste von Sicherheitskräften abgeriegelt wurde.

## Sehenswertes
Der Garten der Toleranz ist ein Projekt zum Verständnis der abrahamitischen Religionen.
In der Nähe von Belek befinden sich die Ruinen der späthellenistisch-römischen Stadt Perge, einer der wichtigsten Städte der antiken Provinz Pamphylien.